# Месть Ако

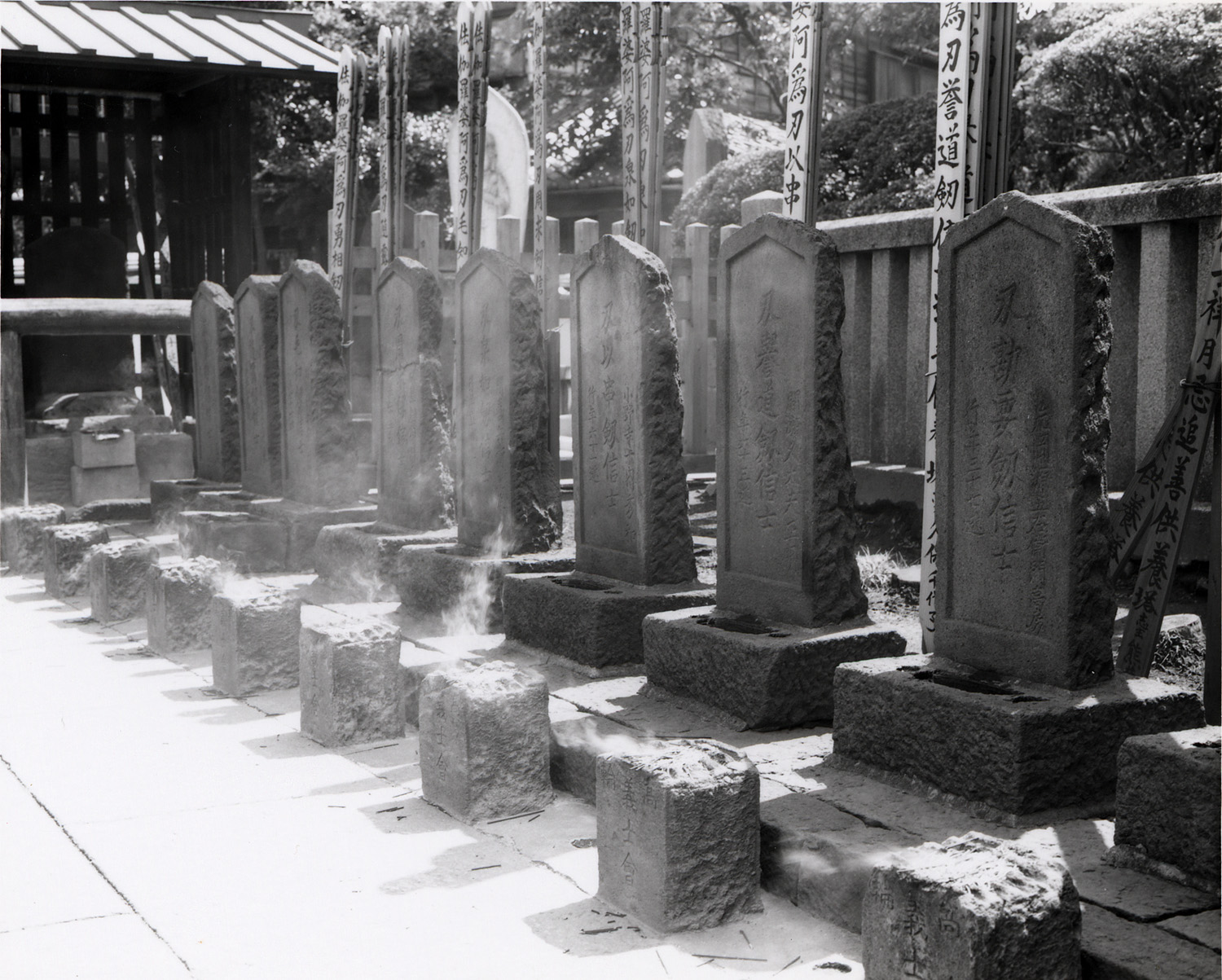
Могилы сорока семи ронинов

«Месть Ако́», «Сорок семь ро́нинов» (яп. 赤穂浪士, букв. «Странствующие самураи из Ако»); реже — «Сорок семь самураев») — основанное на реальных событиях японское народное предание, повествующее о мести сорока семи бывших самураев за смерть своего господина.

## История 47 ронинов
История повествует о том, как сорок семь ронинов подготовили и воплотили в жизнь план отмщения Кире Кодзукэ-но-Сукэ, придворному сёгуна Токугавы Цунаёси, за смерть своего господина, даймё Асано Такуми-но-Ками Наганори из Ако. В 1701 году Асано был приговорён к харакири за нападение на придворного в ответ на оскорбления и издевательства со стороны последнего.
Потеряв своего господина, сорок семь ронинов  во главе с главным советником Оиси Кураносукэ (яп. 大石 良雄 о:иси ёсио, титул 内蔵助, кураносукэ), дали клятву отомстить смертью за смерть, несмотря на то, что их за это ждал смертный приговор.
Чтобы не возбуждать подозрений, заговорщики растворились в толпе, став купцами и монахами, Оиси же переехал в Киото и начал вести разгульный образ жизни, развёлся с женой и взял себе молодую наложницу. Со временем, узнав о том, что ронины разбрелись кто куда, а Оиси пьянствует, Кира ослабил свою охрану и стал более беспечным.
Между тем ронины тайно собирали и переправляли в Эдо оружие, входя в доверие к домочадцам Киры (один из бывших слуг Асано даже женился на дочери строителя поместья чиновника, чтобы раздобыть планы постройки).
Когда всё было готово к исполнению задуманного, Оиси тайно перебрался в Эдо, где все заговорщики встретились и заново принесли клятву отмщения.

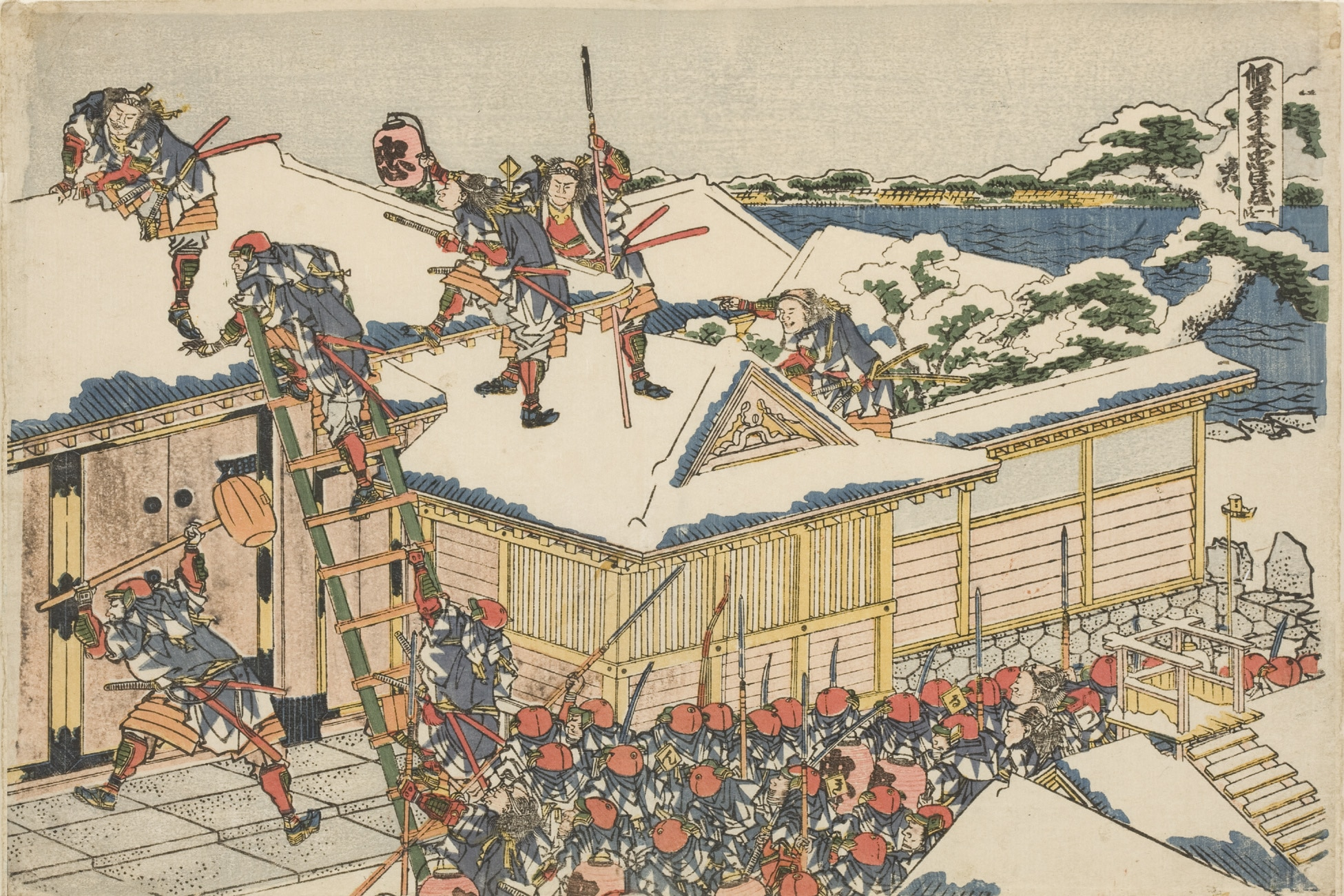
47 ронинов атакуют усадьбу Киры, гравюра Кацусика Хокусая

В 15 год эпохи Гэнроку в 14 день 12 месяца (30 января 1703 года) ронины двумя отрядами по сигналу барабана напали на поместье Киры в Эдо, перебив 16 и ранив более 20 человек. Кира успел спрятаться в доме вместе с женщинами и детьми в большом чулане, и его долго не могли найти. Однако Оиси, проверив постель Киры, убедился, что она ещё тёплая. Вскоре за настенным свитком был обнаружен тайный ход, ведший в скрытый внутренний дворик с небольшим складским строением для хранения угля, которое защищали двое вооружённых охранников. Там был обнаружен Кира. Оиси почтительно поведал ему, что они, бывшие слуги Асано, пришли отомстить за своего господина. Как самураю Кире было почтительно предложено совершить ритуальное самоубийство, но тот отказался или же просто не смог этого сделать. Тогда Оиси сам убил Киру, отрубив ему голову.
Голову поверженного врага ронины отнесли в монастырь Сэнгаку-дзи на могилу своего господина, исполнив тем самым клятву.
Власти оказались в затруднительном положении. С одной стороны, ронины поступили согласно букве и духу бусидо, отомстив за своего сюзерена; с другой стороны, они ослушались приказа сёгуна, проникли в Эдо с оружием и напали на придворного. Из-за растущей в народе популярности сорока семи ронинов сёгун получал множество прошений за них, но, как и ожидалось, в соответствии с законом приговорил всех заговорщиков к смерти. Однако им было позволено провести благородный обряд ритуального самоубийства, как надлежало настоящим самураям, вместо того, чтобы быть казнёнными как обычные преступники.
Сэппуку состоялось в 16 год эпохи Гэнроку в 4 день 2 месяца (20 марта 1703 года). Самого низкого по рангу из участников мести Оиси сразу же после её свершения отправил на родину в Ако гонцом. Сорок шесть оставшихся в Эдо ронинов были похоронены в том же монастыре, что и их господин. Их могилы с тех пор стали объектом поклонения, а одежду и оружие их, по легенде, до сих пор хранят монахи Сэнгаку-дзи. Доброе имя рода Асано было восстановлено, его семье даже вернули часть бывших владений. Последний из этой группы ронин вернулся в Эдо, был помилован сёгуном, прожил 78 лет и похоронен рядом со своими товарищами.

## «Сорок семь ронинов» в японском искусстве
Популярность этого предания породила множество пьес (для театров кабуки и бунраку), литературных и художественных произведений, написанных на тему Мести клана из Ако (первая такая пьеса появилась уже через две недели после гибели ронинов). Такие произведения носят название Тюсингура.

### Изобразительное искусство
Сюжет «Сорока семи ронинов» стал популярным среди японских художников, работавших в технике гравюры на дереве. Среди них были и такие известные мастера, как Утамаро, Тоёкуни, Хокусай, Кунисада и Хиросигэ. Самой популярной признана серия работ Куниёси.

### Театральные постановки
Среди множества театральных постановок на тему мести «сорока семи» наиболее известной является Канадэхон Тюсингура (в переводе «Зерцало преданных вассалов») или просто Тюсингура, которая, правда, потеряв часть исторической достоверности, приобрела больший драматизм и зрелищность.
Написанная сначала для кукольного театра бунраку, пьеса была позже адаптирована для театра кабуки. Она и поныне остаётся одной из самых популярных театральных постановок в Японии.

### В кинематографе
- «Chûshingura» — Япония, 1916 год.
- «Тюсингура: Правдивая история» (Chushingura: The Truth) — Япония, 1928 год, режиссёр Сёдзо Макино
- «Chûshingura: Kôhen» — Япония, 1939 год, режиссёр Кадзиро Ямамото
- «Верность в эпоху Гэнроку» / «47 ронинов» (Genroku Chushingura) — Япония, 1941 г., режиссёр Кэндзи Мидзогути
- «Dai Chûshingura» — Япония, 1957 г., режиссёр Тацуясу Осоне
- «47 верных ронинов» (Chûshingura) — Япония, 1958 г., режиссёр Кунио Ватанабэ.
- «47 ронинов / Сорок семь верных вассалов эпохи Гэнроку» (Chushingura — Hana no maki yuki no maki) — Япония, 1962 г., режиссёр Хироси Инагаки
- «Падение замка Ако» (Ako-Jo danzetsu) — Япония, 1978 г., режиссёр Киндзи Фукасаку
- «47 ронинов» (Shijûshichinin no shikaku) — Япония, 1994 г., режиссёр Кон Итикава
- «Ронин» (Ronin) — 1998 г., упоминаются.
- «Сорок семь ронинов» (Chushingura 1/47) — Япония, 2001 г., режиссёр Сюнсаку Каваке
- «47 ронинов» (47 Ronin) — США, 2013 г., режиссёр Карл Эрик Ринш
- «Последние рыцари» (Last Knights) — США/Чехия, 2015 г., режиссёр Кирия Кадзуаки